# برنارد شوبرت
برنارد شوبرت (بالإنجليزية: Bernard Schubert)‏ هو كاتب مسرحي ومنتج تلفزيوني وكاتب سيناريو وكاتب أمريكي، ولد في 1895 في بروكلين في الولايات المتحدة، وتوفي في 4 أغسطس 1988 في لوس أنجلوس في الولايات المتحدة.

## وصلات خارجية
- برنارد شوبرت على موقع IMDb (الإنجليزية)
- برنارد شوبرت على موقع ألو سيني (الفرنسية)
- برنارد شوبرت على موقع تيرنر كلاسيك موفيز (الإنجليزية)
- برنارد شوبرت على موقع أول موفي (الإنجليزية)
- برنارد شوبرت على موقع قاعدة بيانات الأفلام السويدية (السويدية)
- برنارد شوبرت على موقع قاعدة بيانات الفيلم (الإنجليزية)
- برنارد شوبرت على موقع كينوبويسك (الروسية)